# Schizocosa mimula
Schizocosa mimula este o specie de păianjeni din genul Schizocosa, familia Lycosidae. A fost descrisă pentru prima dată de Gertsch, 1934. Conform Catalogue of Life specia Schizocosa mimula nu are subspecii cunoscute.